# Kanton Villecresnes
Kanton Villecresnes (fr. Canton de Villecresnes) je francouzský kanton v departementu Val-de-Marne v regionu Île-de-France. Tvoří ho pět obcí.

## Obce kantonu
- Mandres-les-Roses
- Marolles-en-Brie
- Périgny
- Santeny
- Villecresnes